# Gavet
|  | Aquest article tracta sobre la població del Pallars. Si cerqueu el municipi, vegeu «Gavet de la Conca». |

Gavet és un poble cap del municipi de Gavet de la Conca i del desaparegut municipi de Sant Serni. És a poc més d'un quilòmetre de les localitats de Fontsagrada, que queda al nord de Gavet, i a quatre de Sant Serni, que queda al sud i més amunt. La tradició popular diu dels de Gavet gavetans, pocs i gormands. El topònim Gavet procedeix d'una arrel bascoibèrica, gab-, relacionada amb l'aigua. En primer lloc, hauria donat nom al riu, i aquest, a la població. Curiosament, per tant, des del punt de vista estrictament filològic, hauria de ser Gabet, i no amb ve. Tanmateix, l'evolució fonètica i el costum de grafiar aquest topònim amb v en quasi tota la documentació conservada avalen la grafia Gavet. Ja apareix documentada amb aquesta forma l'any 952.
La disposició dels carrers i de les cases de Gavet fan pensar en un poble clos, en època medieval, si bé han desaparegut gairebé del tot les traces dels portals que permetien l'ingrés a l'interior del clos del poble.
Gavet té església parroquial, dedicada a sant Pere, que no ha perdut mai aquesta categoria, i que és actualment centre d'una agrupació de parròquies (en depenen Fontsagrada, Mata-solana, els Obacs, Sant Miquel de la Vall, Sant Salvador de Toló, Sant Serni, Suterranya i Toló), menada in solidum per dos sacerdots, tots dos residents a la casa rectoral de Tremp. Antigament, havia estat una parròquia rural de segona, i avui dia és el cap d'una agrupació de parròquies.

## Història

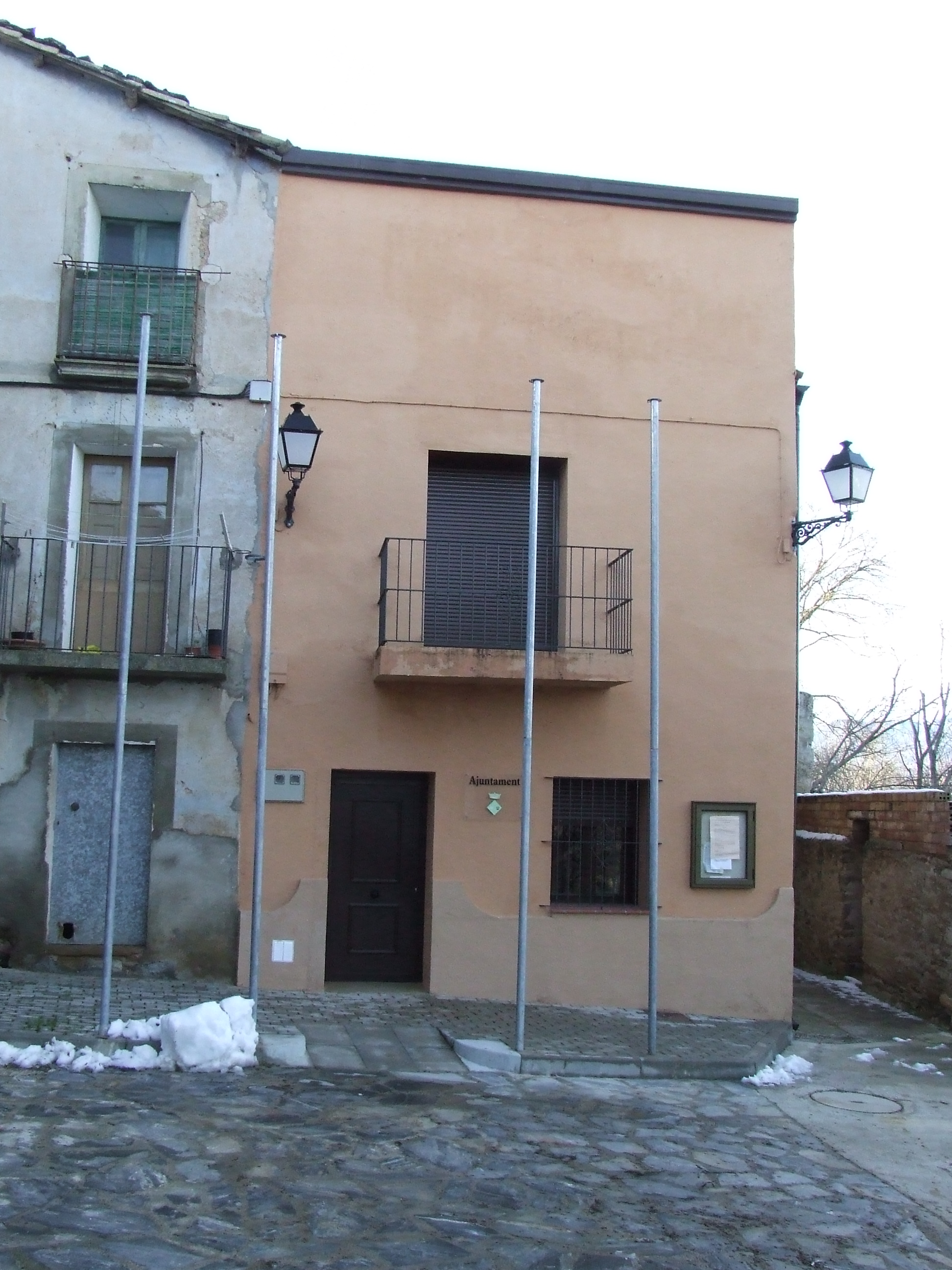
La senzilla Casa de la Vila de Gavet de la Conca

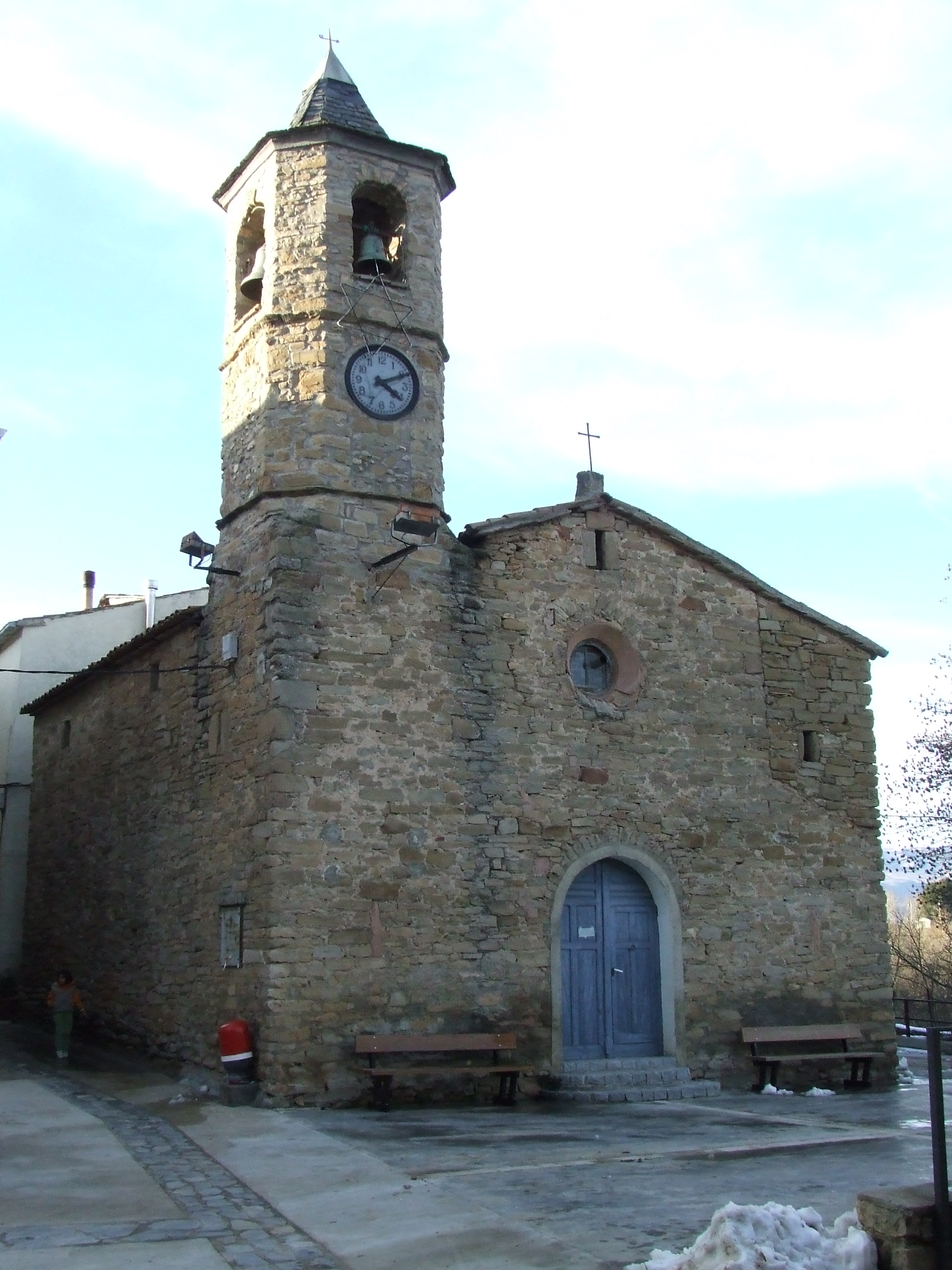
Església parroquial de Sant Pere

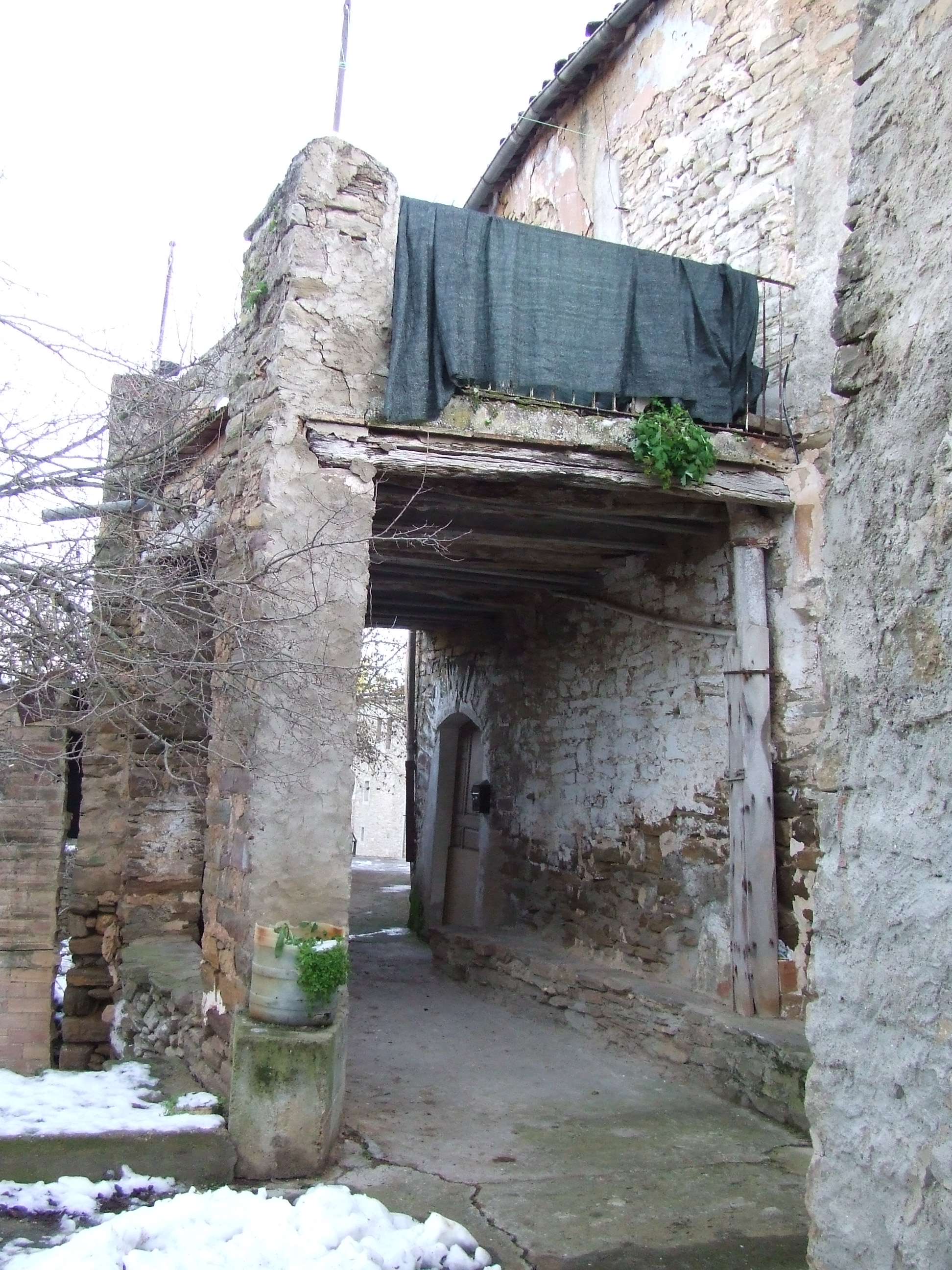
Restes dels accessos al clos del poble de Gavet

Gavet consta en el Fogatge del 1553 amb 7 focs (uns 35 habitants). Al segle xix, a partir de l'aplicació de la Constitució de Cadis, el 1812, havia format municipi, juntament amb Fontsagrada. S'anomenava oficialment Gabet y Fontsagrada, i s'extingí en agregar-se a Sant Serni el febrer del 1847, a partir de la nova llei municipal promulgada aquell any, que impossibilitava el manteniment dels ajuntaments que no arribessin als 30 veïns (caps de família).
Gavet sempre havia estat un poble petit. En el fogatge de 1359, Gavet apareix en la Vegueria de Pallars, amb 6 focs (uns 30 habitants).
Fins al 1831, any d'extinció dels senyorius, Gavet pertanyé als barons, després comtes, d'Erill, que s'havien fet amb les possessions de la baronia d'Orcau.
En el Diccionario geográfico... de Pascual Madoz,
l'eminent geògraf liberal descriu el terme com a dividida entre tres caseries: Gavet, Fontsagrada i Terrassa (Terrassa també apareix com a caseria de Sant Serni, en l'article d'aquell altre poble. Gavet està situat a l'esquerra d'un barranc (el riu de Gavet), davant per davant de Fontsagrada, que es troba a l'altre costat del barranc. Està batut per tots els vents, i el clima és fred però saludable. 13 cases formen el poble de Gavet, de mala construcció quasi totes, inclosa la casa de la vila. Hi ha església parroquial i un petit local que fa de presó. Juntament amb Fontsagrada i Terrassa té 21 veïns (caps de casa) i 85 habitants.
Vers 1900 consten a Gavet 36 edificis amb 72 habitants. En l'actualitat, en són 45. En la proposta derivada de l'informe popularment denominat Informe Roca, la part de l'antic terme de Sant Serni, que comprèn els pobles de Fontsagrada, Gavet i Sant Serni havia de passar a integrar el terme municipal de Tremp, desapareixent el de Gavet de la Conca. La resta de municipi quedava també distribuïda entre altres municipis: Aransís i tot l'antic terme de Sant Salvador de Toló passava a integrar el terme d'Isona i Conca Dellà, el qual, però, havia de passar a denominar-se Isona i Conca d'Orcau, juntament amb els Obacs de Llimiana, i la Vall de Barcedana, amb Sant Cristòfol de la Vall, Sant Martí de Barcedana i Sant Miquel de la Vall havien d'entrar a formar part d'un municipi de nova creació: el de Montsec, juntament amb Castell de Mur, Llimiana i Sant Esteve de la Sarga. Gavet de la Conca sorgí per l'agrupació dels tres termes d'Aransís, Sant Salvador de Toló i Sant Serni.